# Hornachuelos (kommun)
Hornachuelos är en kommun i Spanien.   Den ligger i provinsen Province of Córdoba och regionen Andalusien, i den sydvästra delen av landet, 300 km sydväst om huvudstaden Madrid. Antalet invånare är 4 694.